# Drummers Focus

Logo

Das drummer's focus ist eine private Schlagzeugschule, die 1983 von Cloy Petersen in München als erste moderne Schlagzeugschule in Deutschland eröffnet wurde. Heute ist sie Europas größte Schlagzeugschule.

## Unterricht
Unterrichtet werden Anfänger und Fortgeschrittene, Amateure und Profis. Auch eine Lehrerausbildung wird angeboten, die in Bayern und Baden-Württemberg als Berufsausbildung anerkannt wird.
Es werden über 1000 Unterrichtsstunden pro Woche erteilt, rund die Hälfte davon in München. Die Unterrichtsräume sind mit Schlagzeugen der Firma Mapex ausgestattet.
Ein wichtiger Teil des Unterrichts nimmt das Spielen am Übungs-Pad ein. Hier wird die grundlegende Spieltechnik vermittelt, die dann auf das Schlagzeug übertragen wird. Auf die Vermittlung des Groove-Empfindens wird besonderer  Wert gelegt.
Die rund 30 Schlagzeuglehrer am drummer´s Focus sind Bühnenprofis. Viele waren lange auf Tournee, so dass die Schüler auch von deren praktischer Erfahrung profitieren können.
Der Gründer Cloy Petersen spricht über seine Philosophie von einer „rhythmischen Instanz“, die jedes Tempo, jeden Notenwert und jegliche Improvisation begleitet.

## Standorte
- München (seit 1983)
- Stuttgart (seit 1994)[3]
- Markdorf am Bodensee (seit 2002)
- Salzburg (seit 2005)
- Köln (seit 2005)
- Friedrichshafen (seit 2007)